# Šurice (Serbia)
Šurice (cyr. Шурице) – wieś w Serbii, w okręgu maczwańskim, w mieście Loznica. W 2011 roku liczyła 216 mieszkańców.